# Biologija u 1743.
◄◄ | ◄ | 1740. | 1741. | 1742. | 1743.  | 1744. | 1745. | 1746. | ► | ►►
Arhitektura • Astronomija • Biologija • Glazba • Kazalište • Kemija • Kiparstvo • Knjige • Književnost • Kršćanstvo • Medicina • Politika • Pravo • Promet • Slikarstvo • Znanost
Biologija u 1743.

## Svijet

### Rođenja
- 13. veljače − Joseph Banks, britanski prirodoslovac, botaničar i pokrovitelj prirodnih znanosti († 1820.)

## Vanjske poveznice
|  | Zajednički poslužitelj ima još gradiva o temi Biologija |